# Jamyang Sönam Sangpo
Jamyang Sönam Sangpo (1519-1621) was van 1584 tot 1589 de vierentwintigste sakya trizin, de hoogste geestelijk leider van de sakyatraditie in het Tibetaans boeddhisme.